# 日本信頼性学会
日本信頼性学会（にほんしんらいせいがっかい、英称:Reliability Engineering Association of Japan、略称:REAJ）は、信頼性工学を対象とした日本の学会。1991年5月、発足。東京大学・名誉教授の高木昇が中心となって1978年に設立した日本信頼性技術協会を前身とする。会長経験者に向殿政男（2002年）、当麻喜弘、中村英夫、菊野亨、秋田雄志、佐藤吉信、鈴木和幸、水間毅、金川信康、土肥正がいる。

## 事業・活動
日本信頼性学会では講演会、シンポジウム、研究発表会の開催、論文誌、ニュースの発行などを実施し、1993年には創立15周年事業として『信頼性の歴史』を、1997年には『信頼性ハンドブック』、2014年には『新版・信頼性ハンドブック』を学会の編集により出版しており、それぞれ1997年度、2014年度日経品質管理文献賞を受賞している。また、学会誌『信頼性』には種々の解説記事、論文が掲載され、学会賞として掲載論文を対象とした設立の中心人物高木昇に因んだ「高木賞」、研究発表会、信頼性シンポジウムでの講演を対象とした「奨励賞」、解説記事、コラムを対象とした「優秀記事コラム賞」を設けている。信頼性に関する特定テーマの研究会（IECディペンダビリティ規格研究会、情報システム信頼性研究会、Lcc研究会、信頼性試験研究会、要素技術安全研究会、故障物性研究会、LSI故障解析研究会）を開催し、グループ研究活動を行っている。